# Josip Posavec
Josip Posavec (Varaždin, 10 marzo 1996) è un calciatore croato, portiere del Primorje in prestito dal Rijeka.

## Carriera

### Club
Cresce nelle giovanili dell'Inter Zaprešić dove rimane fino al 2013, quando viene aggregato alla prima squadra. Esordisce nel massimo campionato croato il 10 luglio 2015 in occasione della gara contro il Rijeka terminata 0-0. Nell'estate dello stesso anno viene acquistato dalla società italiana del Palermo che, tuttavia, decide di farlo rimanere in Croazia fino al termine della stagione. La cessione di Simone Colombi al Carpi durante il calciomercato invernale lo fa rientrare anticipatamente in rosanero. Esordisce in Serie A con la maglia del Palermo nella gara interna contro il Bologna, giocando titolare e mantenendo la porta inviolata. La partita, grazie anche ai suoi interventi, termina 0-0. Con la cessione di Stefano Sorrentino al Chievo nel mercato estivo del 2016, viene scelto successivamente come portiere titolare della squadra, ma poi, a stagione in corso, viene superato nelle gerarchie da Andrea Fulignati, diventando secondo portiere. Dopo la retrocessione del club in Serie B e il trasferimento di Fulignati al Cesena, Posavec ritorna titolare.
Nel 2017 inizia la stagione di Serie B come titolare, venendo rimpiazzato nel girone di ritorno dal più esperto collega Alberto Pomini.
Il 7 luglio 2018 viene ceduto ai croati dell'Hajduk Spalato con la formula del prestito con diritto di opzione e contropzione. Il 26 luglio seguente fa il suo debutto con i Bili, disputa l'andata del secondo turno di qualificazione di Europa League vinto 1-0 contro il Slavia Sofia. Il 7 giugno 2019 viene riscattato dall’Hajduk Spalato con il quale firma un contratto valido fino al 30 giugno 2023. Il 15 giugno 2022 rescinde consensualmente il contratto che lo legava al club spalatino.
Il 21 giugno si trasferisce in Danimarca dove firma un contratto triennale con l'Aalborg. Il 17 luglio seguente fa il suo debutto con i danesi in occasione della prima giornata di campionato persa contro il Viborg (2-1).

### Nazionale
Posavec ha giocato in alcune nazionali giovanili croate. Attualmente fa parte della Nazionale croata Under-21.

## Statistiche

### Presenze e reti nei club
Statistiche aggiornate al 4 maggio 2025.
| Stagione              | Squadra               | Campionato            | Campionato | Campionato | Coppe nazionali | Coppe nazionali | Coppe nazionali | Coppe continentali | Coppe continentali | Coppe continentali | Altre coppe | Altre coppe | Altre coppe | Totale | Totale |
| Stagione              | Squadra               | Comp                  | Pres       | Reti       | Comp            | Pres            | Reti            | Comp               | Pres               | Reti               | Comp        | Pres        | Reti        | Pres   | Reti   |
| --------------------- | --------------------- | --------------------- | ---------- | ---------- | --------------- | --------------- | --------------- | ------------------ | ------------------ | ------------------ | ----------- | ----------- | ----------- | ------ | ------ |
| 2013-2014             | Inter Zaprešić        | 2.HNL                 | 2          | -4         | CC              | 0               | 0               | -                  | -                  | -                  | -           | -           | -           | 2      | -4     |
| 2014-2015             | Inter Zaprešić        | 2.HNL                 | 3          | -1         | CC              | 0               | 0               | -                  | -                  | -                  | -           | -           | -           | 3      | -1     |
| 2015-gen. 2016        | Inter Zaprešić        | 1.HNL                 | 20         | -30        | CC              | 0               | 0               | -                  | -                  | -                  | -           | -           | -           | 20     | -30    |
| Totale Inter Zaprešić | Totale Inter Zaprešić | Totale Inter Zaprešić | 25         | -35        |                 | 0               | 0               |                    | -                  | -                  |             | -           | -           | 25     | -35    |
| gen.-giu. 2016        | Palermo               | A                     | 1          | 0          | CI              | -               | -               | -                  | -                  | -                  | -           | -           | -           | 1      | 0      |
| 2016-2017             | Palermo               | A                     | 29         | -63        | CI              | 1               | 0               | -                  | -                  | -                  | -           | -           | -           | 30     | -63    |
| 2017-2018             | Palermo               | B                     | 19         | -19        | CI              | 2               | -1              | -                  | -                  | -                  | -           | -           | -           | 21     | -20    |
| Totale Palermo        | Totale Palermo        | Totale Palermo        | 49         | -82        |                 | 3               | -1              |                    | -                  | -                  |             | -           | -           | 52     | -83    |
| 2018-2019             | Hajduk Spalato        | 1.HNL                 | 29         | -28        | CC              | 1               | 0               | UEL                | 3                  | -2                 | -           | -           | -           | 33     | -30    |
| 2019-2020             | Hajduk Spalato        | 1.HNL                 | 26         | -29        | CC              | 1               | -2              | -                  | -                  | -                  | -           | -           | -           | 27     | -31    |
| 2020-2021             | Hajduk Spalato        | 1.HNL                 | 14         | -17        | CC              | 1               | 0               | UEL                | 2                  | -2                 | -           | -           | -           | 17     | -19    |
| 2021-2022             | Hajduk Spalato        | 1.HNL                 | 4          | -3         | CC              | 0               | 0               | -                  | -                  | -                  | -           | -           | -           | 4      | -3     |
| Totale Hajduk Spalato | Totale Hajduk Spalato | Totale Hajduk Spalato | 73         | -77        |                 | 3               | -2              |                    | 5                  | -4                 |             | -           | -           | 81     | -83    |
| 2022-2023             | Aalborg               | SL                    | 10         | -14        | CD              | 0               | 0               | -                  | -                  | -                  | -           | -           | -           | 10     | -14    |
| 2023-2024             | Aalborg               | 1D                    | 18+5       | -14 + -8   | CD              | 1               | 0               | -                  | -                  | -                  | -           | -           | -           | 24     | -22    |
| Totale Aalborg        | Totale Aalborg        | Totale Aalborg        | 28+5       | -28 + -8   |                 | 1               | 0               |                    | -                  | -                  |             | -           | -           | 34     | -36    |
| 2024-gen. 2025        | Rijeka                | 1.HNL                 | 1          | 0          | CC              | 1               | -1              | UEL                | 1                  | 0                  | -           | -           | -           | 3      | -1     |
| gen.-giu. 2025        | ND Primorje           | 1.SNL                 | 15         | -30        | CS              | -               | -               | -                  | -                  | -                  | -           | -           | -           | 15     | -30    |
| Totale carriera       | Totale carriera       | Totale carriera       | 191+5      | -252 + -8  |                 | 8               | -4              |                    | 6                  | -4                 |             | -           | -           | 210    | -268   |

### Cronologia presenze e reti in nazionale
| Cronologia completa delle presenze e delle reti in nazionale ― Croazia under 21 | Cronologia completa delle presenze e delle reti in nazionale ― Croazia under 21 | Cronologia completa delle presenze e delle reti in nazionale ― Croazia under 21 | Cronologia completa delle presenze e delle reti in nazionale ― Croazia under 21 | Cronologia completa delle presenze e delle reti in nazionale ― Croazia under 21 | Cronologia completa delle presenze e delle reti in nazionale ― Croazia under 21 | Cronologia completa delle presenze e delle reti in nazionale ― Croazia under 21 | Cronologia completa delle presenze e delle reti in nazionale ― Croazia under 21 |
| Data                                                                            | Città                                                                           | In casa                                                                         | Risultato                                                                       | Ospiti                                                                          | Competizione                                                                    | Reti                                                                            | Note                                                                            |
| ------------------------------------------------------------------------------- | ------------------------------------------------------------------------------- | ------------------------------------------------------------------------------- | ------------------------------------------------------------------------------- | ------------------------------------------------------------------------------- | ------------------------------------------------------------------------------- | ------------------------------------------------------------------------------- | ------------------------------------------------------------------------------- |
| 12-10-2015                                                                      | Zaprešić                                                                        | Croazia under 21                                                                | 3 – 4                                                                           | Russia under 21                                                                 | Amichevole                                                                      | -4                                                                              | 85’                                                                             |
| 23-3-2017                                                                       | Nedelišće                                                                       | Croazia under 21                                                                | 3 – 0                                                                           | Slovenia under 21                                                               | Amichevole                                                                      | -                                                                               | 46’                                                                             |
| 31-8-2017                                                                       | Chișinău                                                                        | Moldavia under 21                                                               | 0 – 3                                                                           | Croazia under 21                                                                | Qual. Europeo Under-21 2019                                                     | -                                                                               |                                                                                 |
| 5-10-2017                                                                       | Varaždin                                                                        | Croazia under 21                                                                | 2 – 1                                                                           | Bielorussia under 21                                                            | Qual. Europeo Under-21 2019                                                     | -1                                                                              |                                                                                 |
| 9-10-2017                                                                       | Varaždin                                                                        | Croazia under 21                                                                | 5 – 1                                                                           | Rep. Ceca under 21                                                              | Qual. Europeo Under-21 2019                                                     | -1                                                                              |                                                                                 |
| 8-11-2017                                                                       | Velika Gorica                                                                   | Croazia under 21                                                                | 5 – 0                                                                           | San Marino under 21                                                             | Qual. Europeo Under-21 2019                                                     | -                                                                               |                                                                                 |
| 13-11-2017                                                                      | Salonicco                                                                       | Grecia under 21                                                                 | 1 – 1                                                                           | Croazia under 21                                                                | Qual. Europeo Under-21 2019                                                     | -1                                                                              |                                                                                 |
| 23-3-2018                                                                       | Karviná                                                                         | Rep. Ceca under 21                                                              | 2 – 1                                                                           | Croazia under 21                                                                | Qual. Europeo Under-21 2019                                                     | -2                                                                              |                                                                                 |
| 27-3-2018                                                                       | Velika Gorica                                                                   | Croazia under 21                                                                | 4 – 0                                                                           | Moldavia under 21                                                               | Qual. Europeo Under-21 2019                                                     | -                                                                               |                                                                                 |
| 10-9-2018                                                                       | Hrodna                                                                          | Bielorussia under 21                                                            | 0 – 4                                                                           | Croazia under 21                                                                | Qual. Europeo Under-21 2019                                                     | -                                                                               |                                                                                 |
| 12-10-2018                                                                      | Pola                                                                            | Croazia under 21                                                                | 2 – 0                                                                           | Grecia under 21                                                                 | Qual. Europeo Under-21 2019                                                     | -                                                                               |                                                                                 |
| 15-10-2018                                                                      | Serravalle                                                                      | San Marino under 21                                                             | 0 – 4                                                                           | Croazia under 21                                                                | Qual. Europeo Under-21 2019                                                     | -                                                                               |                                                                                 |
| 25-3-2019                                                                       | Frosinone                                                                       | Italia under 21                                                                 | 2 – 2                                                                           | Croazia under 21                                                                | Amichevole                                                                      | -2                                                                              | 46’                                                                             |
| 12-6-2019                                                                       | Pola                                                                            | Croazia under 21                                                                | 1 – 0                                                                           | Danimarca under 21                                                              | Amichevole                                                                      | -2                                                                              | 62’                                                                             |
| 18-6-2019                                                                       | Serravalle                                                                      | Romania under 21                                                                | 4 – 1                                                                           | Croazia under 21                                                                | Europeo Under-21 2019                                                           | -4                                                                              |                                                                                 |
| 21-6-2019                                                                       | Serravalle                                                                      | Francia under 21                                                                | 1 – 0                                                                           | Croazia under 21                                                                | Europeo Under-21 2019                                                           | -1                                                                              |                                                                                 |
| Totale                                                                          |                                                                                 | Presenze                                                                        | 16                                                                              |                                                                                 | Reti                                                                            | -16                                                                             |                                                                                 |

| Cronologia completa delle presenze e delle reti in nazionale ― Croazia under 19 | Cronologia completa delle presenze e delle reti in nazionale ― Croazia under 19 | Cronologia completa delle presenze e delle reti in nazionale ― Croazia under 19 | Cronologia completa delle presenze e delle reti in nazionale ― Croazia under 19 | Cronologia completa delle presenze e delle reti in nazionale ― Croazia under 19 | Cronologia completa delle presenze e delle reti in nazionale ― Croazia under 19 | Cronologia completa delle presenze e delle reti in nazionale ― Croazia under 19 | Cronologia completa delle presenze e delle reti in nazionale ― Croazia under 19 |
| Data                                                                            | Città                                                                           | In casa                                                                         | Risultato                                                                       | Ospiti                                                                          | Competizione                                                                    | Reti                                                                            | Note                                                                            |
| ------------------------------------------------------------------------------- | ------------------------------------------------------------------------------- | ------------------------------------------------------------------------------- | ------------------------------------------------------------------------------- | ------------------------------------------------------------------------------- | ------------------------------------------------------------------------------- | ------------------------------------------------------------------------------- | ------------------------------------------------------------------------------- |
| 24-9-2013                                                                       | Qinhuangdao                                                                     | Cina under 19                                                                   | 3 – 1                                                                           | Croazia under 19                                                                | Amichevole                                                                      | -3                                                                              |                                                                                 |
| Totale                                                                          |                                                                                 | Presenze                                                                        | 1                                                                               |                                                                                 | Reti                                                                            | -3                                                                              |                                                                                 |

| Cronologia completa delle presenze e delle reti in nazionale ― Croazia under 17 | Cronologia completa delle presenze e delle reti in nazionale ― Croazia under 17 | Cronologia completa delle presenze e delle reti in nazionale ― Croazia under 17 | Cronologia completa delle presenze e delle reti in nazionale ― Croazia under 17 | Cronologia completa delle presenze e delle reti in nazionale ― Croazia under 17 | Cronologia completa delle presenze e delle reti in nazionale ― Croazia under 17 | Cronologia completa delle presenze e delle reti in nazionale ― Croazia under 17 | Cronologia completa delle presenze e delle reti in nazionale ― Croazia under 17 |
| Data                                                                            | Città                                                                           | In casa                                                                         | Risultato                                                                       | Ospiti                                                                          | Competizione                                                                    | Reti                                                                            | Note                                                                            |
| ------------------------------------------------------------------------------- | ------------------------------------------------------------------------------- | ------------------------------------------------------------------------------- | ------------------------------------------------------------------------------- | ------------------------------------------------------------------------------- | ------------------------------------------------------------------------------- | ------------------------------------------------------------------------------- | ------------------------------------------------------------------------------- |
| 28-2-2013                                                                       | Umago                                                                           | Croazia under 17                                                                | 3 – 0                                                                           | Irlanda under 17                                                                | Amichevole                                                                      | -                                                                               | 67’                                                                             |
| Totale                                                                          |                                                                                 | Presenze                                                                        | 1                                                                               |                                                                                 | Reti                                                                            | 0                                                                               |                                                                                 |

## Palmarès

### Club

#### Competizioni nazionali
- Coppa di Croazia: 1

Hajduk Spalato: 2021-2022